# Чернявський Олексій Едуардович
Олексій Едуардович Чернявський — український військовослужбовець, сержант Окремого загону спеціального призначення «Азов» Національної гвардії України, учасник російсько-української війни, який відзначився і загинув під час відбиття російського вторгнення в Україну. Кавалер ордена «За мужність» ІІІ ступеня (2022 р., посмертно).

## Життєпис
Народився в Херсонській області. У 2014—2015 роках брав участь в АТО на Донбасі. Потім працював в охороні. 
З 2017 року служив в Окремому загоні спеціального призначення «Азов» Національної гвардії України. Під час служби здобув вищу освіту в аграрному університеті. Захоплювався красою України і хотів відвідати кожен її куточок.
З початком повномасштабного вторгнення обороняв Маріуполь разом з побратимами. Загинув 20 березня 2022 року під час евакуації поранених на завод «Азовсталь» від ворожого авіаудару.
За час служби сержант Чернявський неодноразово був відзначений нагородами. Зокрема, медаллю «Захиснику Маріуполя», відзнакою Президента України «За участь у Антитерористичній операції», відзнакою полку «Широкинська операція», посмертно — орденом «За мужність» ІІІ ступеня.
Тіло Олексія не знайдено, 9 грудня 2024 року у колумбарії кладовища у мікрорайоні Ракове (м. Хмельницький) з військовими почестями відкрито кенотаф (символичне поховання).

## Нагороди
- орден «За мужність» III ступеня (2022, посмертно) — за особисту мужність і самовіддані дії, виявлені у захисті державного суверенітету та територіальної цілісності України, вірність військовій присязі, зразкове виконання службового обов'язку.